# Interscope-Geffen-A&M
Interscope-Geffen-A&M es un sello discográfico estadounidense que está junto con Universal Music Group. Fue formado en 1999 cuando Geffen Records y A&M Records se unieron con Interscope Records.
Intercope distribuye también con Aftermath Entertainment, Cherrytree Records, Delicious Vinyl, Fontana Records, Mosley Music Group, A&M/Octone Records, will.i.am Music Group, y algunos catalogó de MCA Records, DreamWorks Records, ABC Records (que también incluye la Dunhill Records, Song Bird Records, Peacock Records, Duke Records, Back Beat Records y Hickory Records).

## Artistas notables
- Lady Gaga
- Blink-182
- Simple Plan
- 50 Cent
- BTS
- Soulja Boy
- Bryan Adams
- AFI
- The All-American Rejects
- Black Eyed Peas
- Selena Gomez
- BLACKPINK
- Olivia Rodrigo
- Daddy Yankee
- Mary J. Blige
- Keyshia Cole
- Khea
- Sheryl Crow
- Dr. Dre
- Eminem
- Pharrell Williams
- Stacy Ann Ferguson
- Flyleaf
- Nelly Furtado
- Nirvana
- Guns N' Roses
- Hole
- Enrique Iglesias
- Mims
- Maroon 5
- SOMI
- Weezer
- Pussycat Dolls
- Ashlee Simpson
- No Doubt
- Gwen Stefani
- Timbaland
- M.I.A.
- Rob Zombie
- Limp Bizkit
- Street Drum Corps
- Marilyn Manson
- Il Volo
- Tokio hotel
- Seventeen